# Лащівська сільська рада
Лащівська сільська́ ра́да — адміністративно-територіальна одиниця та орган місцевого самоврядування в Тальнівському районі Черкаської області. Адміністративний центр — село Лащова.

## Загальні відомості
- Населення ради: 556 осіб (станом на 2001 рік)

## Населені пункти
Сільській раді підпорядковані населені пункти:
- с. Лащова

## Склад ради
Рада складалася з 12 депутатів та голови.
- Голова ради: Маліванчук Олександр Васильович
- Секретар ради: Гончарук Наталія Миколаївна

### Керівний склад попередніх скликань
| Прізвище, ім'я, по батькові     | Основні відомості                                                                                              | Дата обрання | Дата звільнення |
| ------------------------------- | --- | ------------ | --------------- |
| Маліванчук Олександр Васильович | Сільський голова, 1963 року народження, освіта середня загальна, член Всеукраїнського об'єднання «Батьківщина» | 26.03.2006   | 31.10.2010      |
| Маліванчук Олександр Васильович | Сільський голова, 1963 року народження, освіта середня загальна, безпартійний                                  | 31.10.2010   |                 |

Примітка: таблиця складена за даними сайту Верховної Ради України

### Депутати
За результатами місцевих виборів 2010 року депутатами ради стали:

#### За суб'єктами висування
| Суб'єкт висування                                       | Кількість обраних депутатів | %    |
| ------------------------------------------------------- | --------------------------- | ---- |
| Самовисування                                           | 6                           | 50   |
| Партія регіонів                                         | 3                           | 25   |
| Комуністична партія України                             | 2                           | 16,7 |
| Політична партія Всеукраїнське об'єднання «Батьківщина» | 1                           | 8,3  |

#### За округами
| № округу                                                | Прізвище, ім'я, по батькові       | Дата визнання обраним | Освіта  | Партійна приналежність                        | Відомості про обраного депутата                     |
| ------------------------------------------------------- | --------------------------------- | --------------------- | ------- | --------------------------------------------- | --------------------------------------------------- |
| Комуністична партія України                             |                                   |                       |         |                                               |                                                     |
| 2                                                       | Баланюк Меланія Миколаївна        | 03.11.2010            | середня | член Комуністичної партії України             | Лащівська сільська рада, прибиральниця              |
| 10                                                      | Руденко Василь Анатолійович       | 03.11.2010            | вища    | член Комуністичної партії України             | ФГ"Хлібодар МВД", охоронець                         |
| Партія регіонів                                         |                                   |                       |         |                                               |                                                     |
| 5                                                       | Лісова Світлана Василівна         | 03.11.2010            | вища    | член Партії регіонів                          | Лащівський НВК, вчитель                             |
| 9                                                       | Лобунець Григорій Андрійович      | 19.08.2013            | середня | член Партії регіонів                          | ТОВ АТМ «Тальне», технічний директор                |
| 11                                                      | Данилюк Василь Валентинович       | 03.11.2010            | середня | член Партії регіонів                          | ПП «Білий Брід», директор                           |
| Політична партія Всеукраїнське об'єднання «Батьківщина» |                                   |                       |         |                                               |                                                     |
| 4                                                       | Дигалюк Валентина Миколаївна      | 03.11.2010            | середня | член Всеукраїнського об'єднання «Батьківщина» | тимчасово не працює                                 |
| Самовисування                                           |                                   |                       |         |                                               |                                                     |
| 1                                                       | Гончарук Наталія Миколаївна       | 03.11.2010            | середня | позапартійна                                  | Лащівська сільська рада, секретар                   |
| 3                                                       | Вовченко Петро Леонідович         | 03.11.2010            | середня | член Партії регіонів                          | тимчасово не працює                                 |
| 6                                                       | Лавренко Людмила Іванівна         | 03.11.2010            | середня | позапартійна                                  | тимчасово не працює                                 |
| 7                                                       | Красилівська Валентина Миколаївна | 03.11.2010            | середня | позапартійна                                  | Лащівський фельдшерсько-акушерський пункт, акушерка |
| 8                                                       | Скороход Ольга Іванівна           | 03.11.2010            | вища    | позапартійна                                  | Лащівський НВК, вчитель                             |
| 12                                                      | Жерелюк Наталія Петрівна          | 03.11.2010            | вища    | член Партії регіонів                          | Лащівський НВК, вчитель                             |